# Фонтан ди Кос
Фонтан ди Кос (фр. Fontanes-du-Causse) насеље је и општина у јужној Француској у региону Миди Пирене, у департману Лот која припада префектури Гурдон.
По подацима из 2011. године у општини је живело 77 становника, а густина насељености је износила 5,13 становника/km². Општина се простире на површини од 15,01 km². Налази се на средњој надморској висини од 390 метара (максималној 442 m, а минималној 337 m).

## Демографија
| 1962. | 1968. | 1975. | 1982. | 1990. | 1999. | 2011. |
| ----- | ----- | ----- | ----- | ----- | ----- | ----- |
| 83    | 95    | 86    | 95    | 67    | 72    | 77    |

График промене броја становника у току последњих година